# Cleora panagrata
Cleora panagrata är en fjärilsart som beskrevs av Walker 1862. Cleora panagrata ingår i släktet Cleora och familjen mätare. Inga underarter finns listade i Catalogue of Life.